# Saif al-Adel
Saif al-Adel (àrab: سيف العدل Sayf al-ʿAdl, ‘Espasa de la Justícia’), sobrenom de Mohammed Salah al-Din Zaidan (àrab: محمد صلاح الدين زيدان, Muḥammad Ṣalāḥ ad-Dīn Zaydān) (Governació de Menufeya, 11 d'abril de 1960/1963), és un antic coronel egipci, expert en explosius, i el presumpte líder de facto d'Al-Qaida. Saif al-Adel està acusat pels Estats Units d'haver participat en els atemptats de 1998 a l'ambaixada nord-americana a Kenya.
L'any 2023, un informe de les Nacions Unides, citant la intel·ligència dels estats membres, va concloure que Saif al-Adel havia estat nomenat líder de facto d'Al-Qaida, però que l'organització terrorista no ho havia anunciat oficialment perquè encara no s'havia reconegut la mort del líder de l'organització Ayman al-Zawahiri al Pakistan el 2022.
Saif al-Adel ja havia assumit aquest càrrec quan va morir Osama bin Laden el maig del 2011, tot i que només el va ocupar temporalment, fins al 16 de juny de 2011, quan Ayman Al-Zawahiri va esdevenir-ne el líder.

## Biografia
Es creu que Saif al-Adel, que es tradueix com a ‘Espasa de la Justícia’, és un pseudònim i que el seu nom real és Mohammed Salah al-Din Zaidan. Va néixer cap al 1960 (l'FBI afirma l'11 d'abril). Es va unir a l'exèrcit egipci al voltant de 1976 i es va convertir en coronel de les Forces Especials com a expert en explosius, possiblement entrenat a la Unió Soviètica. Va fugir d'Egipte el 1988 i, segons es diu, va anar a l'Afganistan, unint-se al relativament petit però ben finançat (i principalment egipci i saudita) Maktab al-Khidamat, que va ser el precursor d'Al-Qaeda. Es va convertir en entrenador d'artificiers per a nous reclutes, i es quedaria a l'Afganistan després de la guerra per formar membres dels talibans. El líder del grup islamista militant somali Al-Xabab, Moktar Ali Zubeyr, va dir que Saif al-Adel i Yusef al-Ayeri havien tingut un paper important en la Batalla de Mogadiscio de 1993 proporcionant entrenament i participant directament en la batalla. Saif al-Adel s'uniria més tard a Bin Laden al Sudan, després de 1994
Se sospita que va col·laborar en l'assassinat d'Ànwar el-Sadat el 1981. Va ser detingut el 1987 abans de ser alliberat dos anys després, i va marxar a l'Afganistan, on hi coneix Osama Bin Laden.
És buscat per la seva implicació en els atacs a les ambaixades nord-americanes a l'Àfrica el 1998. L'agost de 2022 Saif al-Adel va ser proposat per assumir el càrrec de líder d'Al-Qaida en successió del seu líder Ayman Al-Zawahiri, assassinat per un atac de drons a Kabul el mes anterior, però la xarxa gihadista va romandre en silenci durant diversos mesos sobre la mort del seu líder i del seu eventual successor. Entre les hipòtesis plantejades per explicar-ho, és possible que el grup gihadista no hagi pogut contactar amb Saif al-Adel perquè aquest, sentint-se amenaçat, va preferir romandre amagat, probablement a l'Iran. Una altra hipòtesi és que el silenci d'Al-Qaida davant la mort del seu líder seria imposat pels talibans al poder a l'Afganistan, per evitar cridar l'atenció i que el seu territori tornés a ser colpejat per l'exèrcit nord-americà.
Està casat amb la filla del periodista Mustafa Hamid, amb qui té cinc fills.